# پاولوفسک

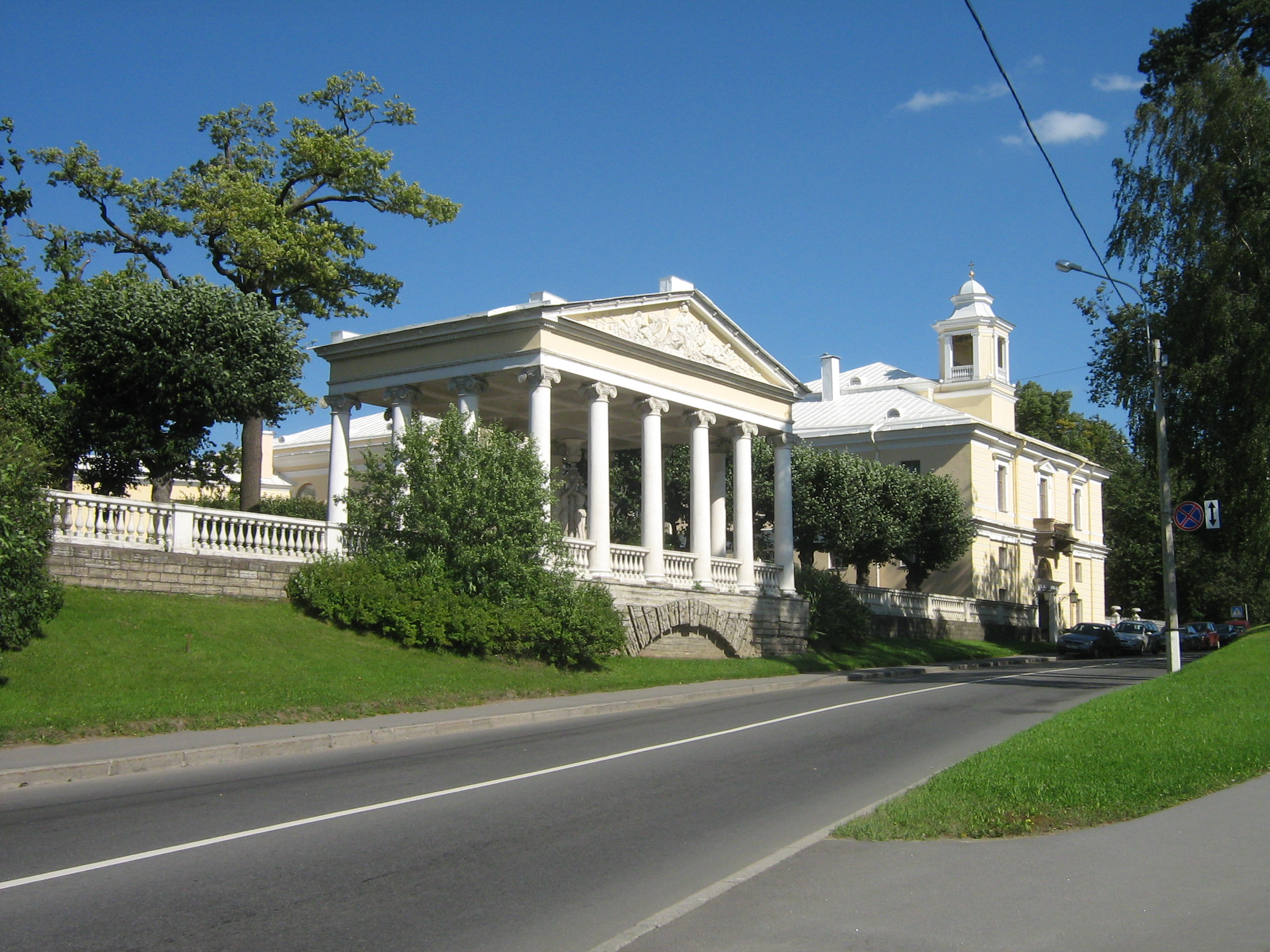
پاولوفسک.

پاولوفسک (به روسی: Павловск) یکی از شهرهای شمالی روسیه است که در ۳۰ کیلومتری سن پترزبورگ واقع شده‌است. جمعیت این شهر برپایهٔ سرشماری سال ۲۰۰۲ بالغ بر ۱۴٬۹۶۰ نفر بوده‌است.